# Poemeniinae

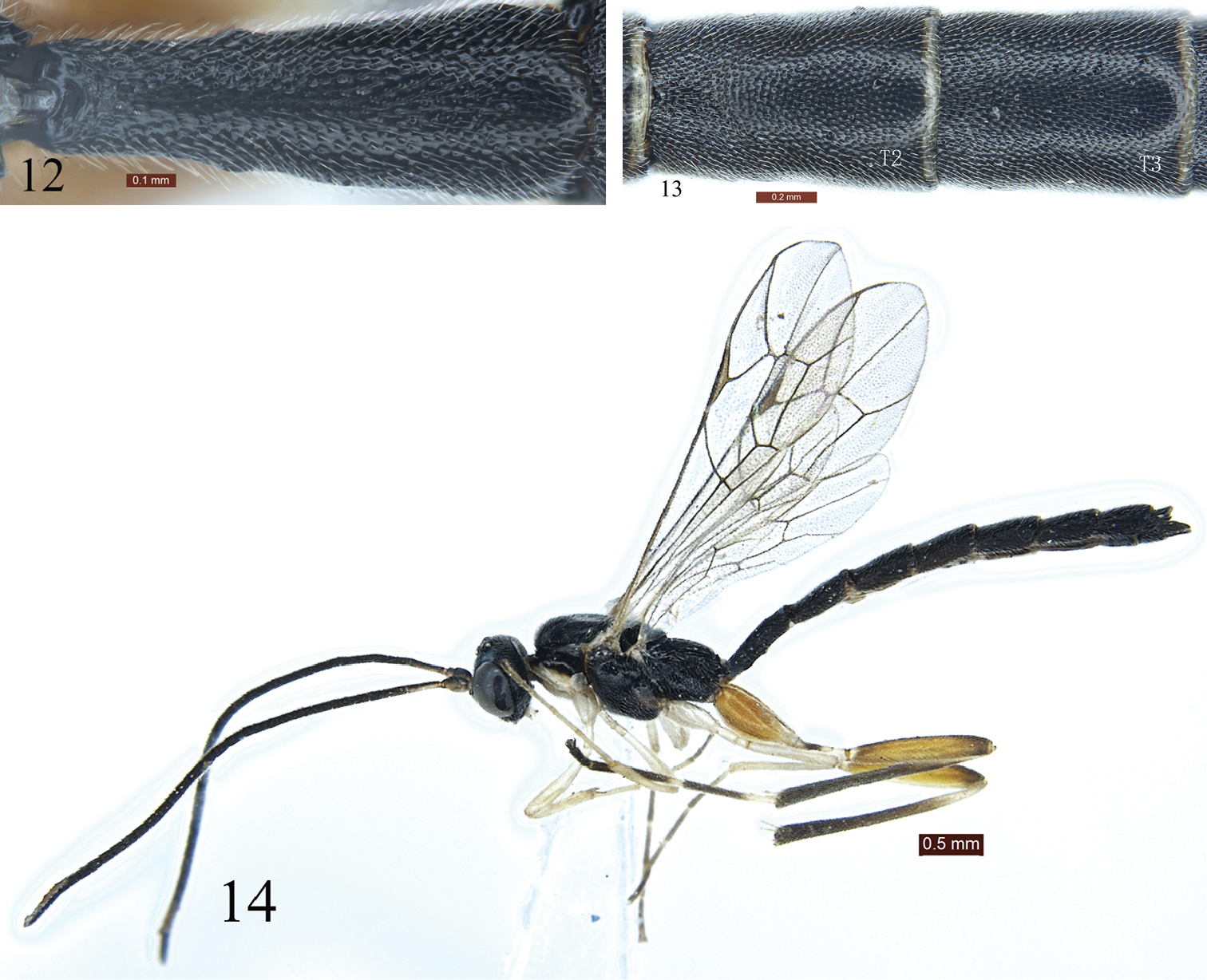
Poemenia quercusia

Poemeniinae (лат.) — подсемейство наездников семейства Ichneumonidae (ранее Poemeniinae включали в ранге трибы в состав Pimplinae). Распространены всесветно. Около 90 родов.

## Описание
Наездники-ихневмониды средних размеров (от 4 до 26 мм). Подсемейство Poemeniinae состоит из стройных удлиненных ихневмонид с длинными яйцекладами, внешне похожих на Rhyssinae и некоторых Pimplinae. Большинство из них собирают довольно редко; крупный тропический вид Rodrigama gamezi, ярко-желтый, был обнаружен около одного мёртвого дерева в Коста-Рике. Паразитоиды насекомых, добывающих пищу в древесине, или других насекомых, живущих в таких биотопах, например, различных жуков-ксилофагов. Среди хозяев жуки-долгоносики (Curculionidae), бабочки-стеклянницы (Sesiidae), остробрюхие рогохвосты (Xiphydriidae); как клептопаразиты найдены в гнёздах ос Crabronidae. От близких групп отличается полным отсутствием препектального валика, а также долотовидными мандибулами (кроме Poemenia).

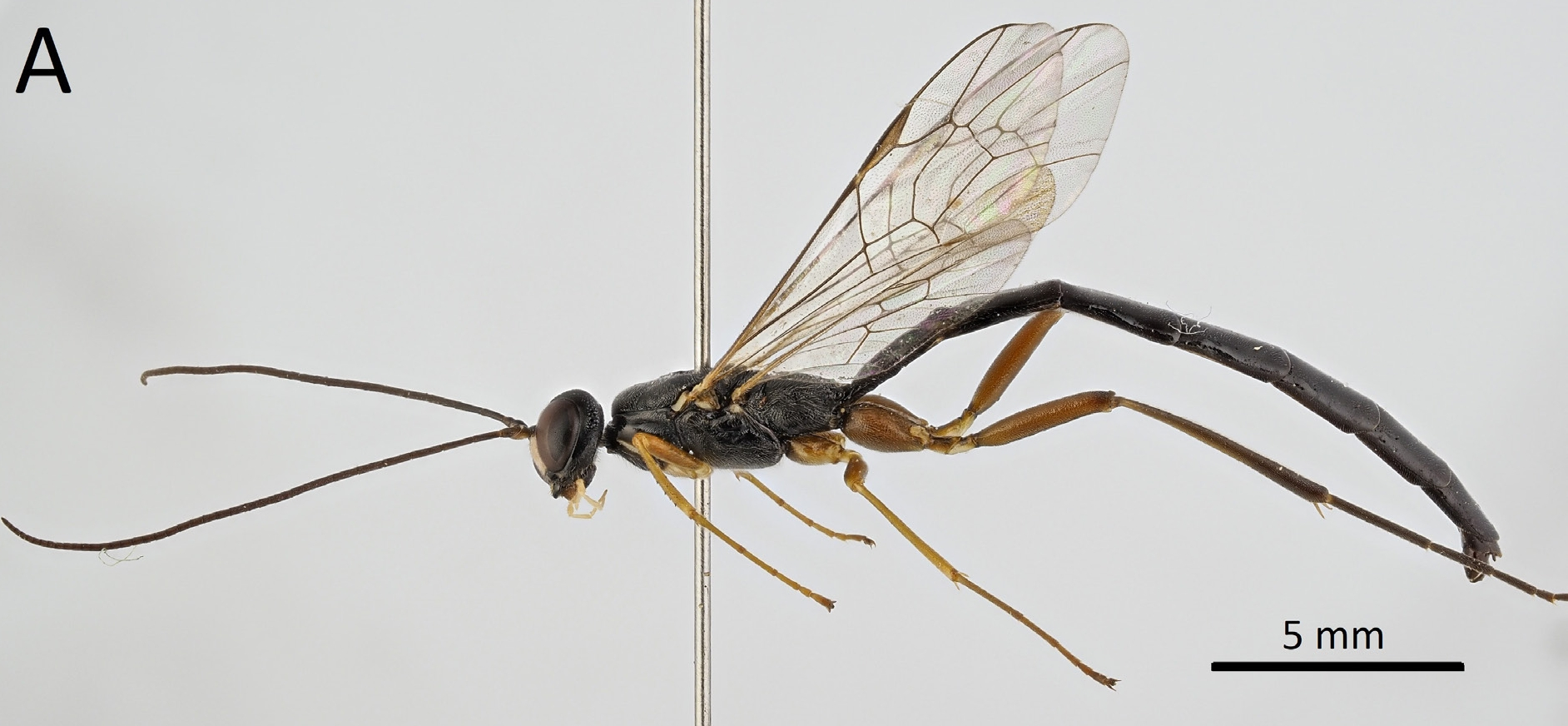
Neoxorides striatus
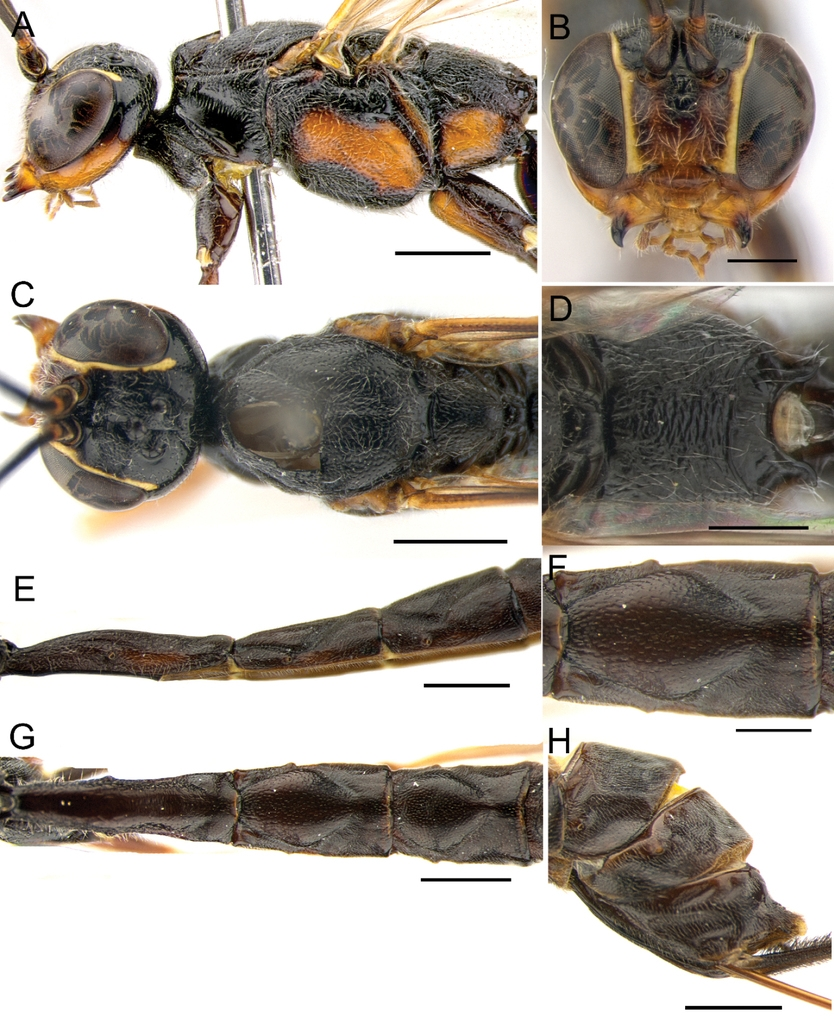
Rodrigama

## Классификация
Известно около 90 видов. Poemeniinae ранее рассматривалось в ранге трибы в составе Pimplinae, с 1991 года отдельное от него. Poemeniinae — небольшое космополитическое подсемейство, первоначально состоящее из трёх триб: Rodrigamini, Pseudorhyssini и Poemeniini (Wahl & Gauld, 1998). В 2018 году триба Pseudorhyssini (Pseudorhyssa) была перенесена в Pimplinae. Poemeniinae составляют сестринскую группу Rhyssinae, оба подсемейства вместе образуют сестринскую группу Pimplinae; все три подсемейства в настоящее время помещены в неофициальную подгруппу Pimpliformes (Wahl, 1990; Wahl & Gauld, 1998).
Мировая фауна включает около 10 родов, в Палеарктике — 8 родов и около 35 видов. Фауна России включает 6 родов и 15 видов наездников-ихневмонид этого подсемейства.
- Cnastis Townes, 1957[7]
- Deuteroxorides Viereck, 1914[8]
- Dolichotrochanter Sheng, 2006
- Eugalta Cameron, 1899 — около 30 видов (Корея, Филиппины, Япония)[9]
- Ganodes Townes, 1957[10][11]
- Guptella Wahl & Gauld, 1998
- Neoxorides Clement, 1938
- Podoschistus Townes, 1967
- Poemenia Holmgren, 1859[12]
- Rodrigama Gauld, 1991[13][14][15]